# Bahnhof Nonnweiler
Der Bahnhof Nonnweiler war ein Durchgangsbahnhof an der Hochwaldbahn in der saarländischen Gemeinde Nonnweiler. Von 1897 bis 1968 war er Trennungsbahnhof, da in diesem Zeitraum die Primstalbahn hier abzweigte. Zuletzt wurde der Bahnhof nur im Museumsverkehr betrieben und war aus finanziellen Gründen seit 2012 betrieblich gesperrt.
Seit März 2020 sind die Gleisanlagen abgebaut.

## Geschichte
Der Bahnhof Nonnweiler wurde am 15. Mai 1897 mit dem 22,9 Kilometer langen Abschnitt der Hochwaldbahn zwischen Hermeskeil und Türkismühle eröffnet. Bereits ein halbes Jahr später, am 10. Dezember 1897 wurde die Anschlussstrecke Nonnweiler – Wemmetsweiler (Primstalbahn) eingeweiht. Obwohl die Gesetze zum Bau der beiden Strecken ursprünglich anders lauteten, wurde schließlich die Strecke Hermeskeil – Türkismühle als Fortsetzung der Ruwertalbahn Trier – Hermeskeil durchgehend weiter kilometriert, während die Strecke Wemmetsweiler – Nonnweiler eine eigene Kilometrierung erhielt, die von Wemmetsweiler aus in Richtung Nonnweiler verlief.
1959 wurde der Personenverkehr auf der Primstalbahn zwischen Nonnweiler und Wadern eingestellt, 1968 auch der Güterverkehr. 
Seit der Einstellung des Planverkehrs 1969 auf der Hochwaldbahn fanden ab den 1990er Jahren im Bahnhof nur noch Museumsfahrten der Hochwaldbahn AG statt. Im Jahr 2000 wurde auch der Güterverkehr auf der Strecke eingestellt. Aufgrund der finanziellen Situation der Hochwaldbahn AG war die Strecke jedoch seit 2014 stillgelegt. Über eine Reaktivierung für den regulären Personenverkehr wurde mehrfach nachgedacht.

## Bahnanlagen
Die Bedeutung als Knotenbahnhof brachte umfangreichere Gleisanlagen mit sich. Früher bestand in Nonnweiler südlich des Bahnhofes ein Gleisdreieck, sodass die Hochwaldbahn in beide Richtung an die Primstalbahn angeschlossen war.
Während seiner Zeit als Trennungsbahnhof für den Personenverkehr war der Bahnhof mit drei Bahnsteiggleisen ausgestattet. Zusätzlich standen für den Güterverkehr zwei Aufstell- beziehungsweise Zerlegegleise sowie zwei Ladegleise mit Rampe und Güterschuppen zur Verfügung.
Im aus Backstein errichteten Empfangsgebäude existierten neben dem Güterschuppen auch ein Wartesaal mit Fahrkartenausgabe, eine Bahnhofsgaststätte, sowie Wohnungen und Büroräume. Im Jahre nach Einstellung des Eisenbahnverkehrs verlor das Gebäude seine Funktion. Es befindet sich heute einschließlich des Güterschuppens in Privatbesitz und wird als Ausstellungsraum und Wohngebäude genutzt. Im Gegensatz zum gut erhaltenen Empfangsgebäude wirkt das restliche Bahnhofsumfeld verwahrlost.
In unmittelbarer Nähe zum Bahnhof liegt auch der Nonnweiler-Viadukt.
Am Bahnhof besteht Anschluss an den Primstal-Radweg, der zum Teil auf der Trasse der ehemaligen Primstalbahn verläuft.
Das Bahnhofsgebäude hat die amtliche Adresse Eisenbahnstraße 12.